# Inhibiteur de transduction de signal
Un inhibiteur de transduction du signal (en anglais signal transduction inhibitor, STI) est un médicament qui bloque le signal d'une molécule à une autre à l'intérieur d'une cellule. Cela peut affecter de nombreuses fonctions de la cellule, comme la mitose ou la mort cellulaire. 
Certains de ces inhibiteurs sont actuellement à l'étude dans le traitement du cancer dans l'espoir de stopper la tendance des cellules cancéreuses à se multiplier rapidement et à envahir les autres tissus. 